# І (слово ћирилице)
Ћирилично слово І се користи у украјинском, белоруском, русинском, казахском, комском и хакаском језику. Изгледа као латинично слово i. 
Користи се као еквавилент ћирличном слову и. У руском језику се користило до 1918, а у бугарском до 1878. године.